# زابابا
زابابا (𒀭𒍝𒂷𒂷، dza-ba4-ba4، ‎/ˈzɑːbɑːbɑː/‎) یکی از خدایان بین‌النهرینی بود. او خدای حامی شهر کیش بود و خدای جنگ به شمار می‌رفت. او در ابتدا به عنوان پسر انلیل در نظر گرفته می‌شد، اگرچه در آشور در دوران سلطنت سناخریب به عنوان پسر آشور شناخته می‌شد. الهه باو پس از ورودش به شهر کیش در دوره بابلی باستان به عنوان همسر او دانسته می‌شد.
پرستش زابابا برای اولین بار در منابع مربوط به دوره دودمان نخستین، از جمله متن‌های به دست آمده در کیش و سایر شهرهای بین‌النهرین، برای مثال سرودهای زمه از ابوسلبیخ ، مستند شده است. اهمیت او در دوره سارگونی و اور سوم کاهش یافت، اما در دوره بابلی باستان جایگاه برجسته‌تری به دست آورد. در هزاره اول پیش از دوران مشترک او هم در بابل و هم در آشور پرستش می‌شد.
هیچ افسانه‌ای که بر زابابا متمرکز شده باشد، شناخته نشده است، اگرچه به او در یک  تصنیف UD.GAL.NUN در مورد ساخت معبد انلیل، در تعدادی از افسانه‌ها در مورد فرمانروایان امپراتوری اکد، و در متن‌های شناخته شده از طریق رونوشت‌های متأخر مانند اوراش و مردوک و شکست انمشارا اشاره شده است.

## نام
نام زابابا در خط میخی به صورت dza-ba4-ba4 نوشته می‌شد.

## شخصیت
زابابا یکی از خدایان جنگ بود.

## ارتباط با سایر خدایان

### خانواده و درباریان
زابابا را می‌توان پسر انلیل در نظر گرفت.
باو که در اصل زن نینگیرسو بود، زن زابابا نیز می‌تواند در نظر گرفته شود. اشاره اولیه به این سنت را می‌توان در مرثیه برای سومر و اور یافت.

### شناسایی با سایر خداییان بین‌النهرین
شخصیت زابابا با شخصیت نینورتا مقایسه شده است.
سرود همتایی با مردوک (لوح BM 47406) از زابابا به عنوان «مردوک جنگاوری» یاد می‌کند.

## پرستش

### هزاره سوم پیش از دوران مشترک
زابابا همچنین خارج از کیش، سمت جنوب در بین‌النهرین سفلی شناخته می‌شد.
دو متن ستایشی نیز که در آنها زابابا فراخوانی می‌شود در میان متن‌های ابلا به دست آمده‌اند.

### هزاره دوم پیش از دوران مشترک

#### دوره بابلی باستان
چندین نام تئوفوری که در آنها زابابا فراخوانی ‌شود، از دوره بابلی باستان در کیش شناخته شده‌اند.

### هزاره اول پیش از دوران مشترک
فهرستی از زیارتگاه‌های نئو آشوری واقع در اشارا، معبد آشور (ایزد) در  شهر آشور، نشان می‌دهد که یکی از آنها به زابابا اهدا شده است. در همان دوره، زابابا همچنین یکی از اعضای اصلی پانتئون محلی آربلا بود.
هم منابع نئو-آشوری و هم منابع بابلی نو ذکر می‌کنند که یکی از دروازه‌های بابل به نام زابابا نام‌گذاری شده است. این دروازه احتمالاً در جاده به سوی مرکز آیین او، کیش قرار داشته است. فرض بر این است که با «دروازه کیسیان» که هرودوت در توصیف شهر از آن یاد کرده است، یکسان است. خیابانی که از آن عبور می‌کند به نام Zababa-muḫalliq-gārîšu شناخته می‌شود، به معنای «زابابا نابودگر دشمنانش است».
زابابا در دوره نئو-بابلی در اوروک پرستش می‌شد، اگرچه در هیچ منبع قبلی از این شهر گواهی نشده است.

## اساطیر
والتر سالابرگر بیان می‌کند که هیچ افسانه‌ای که بر زابابا متمرکز شده باشد، شناخته نشده است.